# Raja inornata
Raja inornata е вид акула от семейство Морски лисици (Rajidae).

## Разпространение и местообитание
Видът е разпространен в Канада (Британска Колумбия), Мексико (Долна Калифорния и Сонора) и САЩ (Вашингтон, Калифорния и Орегон).
Среща се на дълбочина от 13 до 136,2 m, при температура на водата около 18,8 °C и соленост 33,8 ‰.

## Описание
На дължина достигат до 76 cm.